# Campionati del mondo di atletica leggera 2005 - Lancio del martello maschile
La gara di lancio del martello maschile dei Campionati del mondo di atletica leggera di Helsinki 2005 si è disputata nelle giornate del 6 agosto (qualificazioni) e 8 agosto (finale).

## Podio
| Posizione | Atleta             | Paese       |
| --------- | ------------------ | ----------- |
| Oro       | Vadim Devyatovskiy | Bielorussia |
| Argento   | Szymon Ziółkowski  | Polonia     |
| Bronzo    | Markus Esser       | Germania    |

## Qualificazioni
| Posizione | Gruppo | Nome                     | Nazione     | Tentativi | Tentativi | Tentativi | Misura (m) | Note |
| Posizione | Gruppo | Nome                     | Nazione     | 1         | 2         | 3         | Misura (m) | Note |
| --------- | ------ | ------------------------ | ----------- | --------- | --------- | --------- | ---------- | ---- |
| 1         | A      | Vadim Devyatovskiy       | Bielorussia | 76,86     | 81,20     |           | 81,20      |      |
| 2         | B      | Ivan Tsikhan             | Bielorussia | 71,80     | X         | 79,26     | 79,26      | dq   |
| 2         | B      | Szymon Ziółkowski        | Polonia     | 75,47     | 78,34     | —         | 78,34      |      |
| 3         | A      | Olli-Pekka Karjalainen   | Finlandia   | X         | 76,09     | 77,30     | 77,30      |      |
| 4         | B      | Andriy Skvaruk           | Ucraina     | 75,69     | X         | 77,21     | 77,21      |      |
| 5         | B      | Krisztián Pars           | Ungheria    | 75,62     | 75,55     | 76,86     | 76,86      |      |
| 6         | A      | Holger Klose             | Germania    | 76,47     | 74,34     | 72,27     | 76,47      |      |
| 7         | B      | Markus Esser             | Germania    | 73,19     | 71,62     | 76,45     | 76,45      |      |
| 8         | B      | Ilya Konovalov           | Russia      | 71,91     | 76,42     | 75,71     | 76,42      |      |
| 9         | B      | Libor Charfreitag        | Slovacchia  | 76,30     | 75,28     | 75,00     | 76,30      |      |
| 11        | A      | Vladyslav Piskunov       | Ucraina     | 76,04     | X         | X         | 76,04      | dq   |
| 10        | A      | Vadim Khersontsev        | Russia      | 74,94     | X         | 75,92     | 75,92      |      |
| 11        | B      | Alexandros Papadimitriou | Grecia      | 70,97     | 74,99     | X         | 74,99      |      |
| 12        | B      | Lukáš Melich             | Rep. Ceca   | X         | 74,53     | X         | 74,53      |      |
| 13        | A      | Chris Harmse             | Sudafrica   | 72,30     | 74,37     | 73,17     | 74,37      |      |
| 14        | A      | A.G. Kruger              | Stati Uniti | 73,63     | 73,23     | 70,20     | 73,63      |      |
| 15        | A      | Dilshod Nazarov          | Tagikistan  | 73,34     | 73,38     | 69,43     | 73,38      |      |
| 16        | A      | András Haklits           | Croazia     | 73,26     | 71,51     | X         | 73,26      |      |
| 17        | A      | Eşref Apak               | Turchia     | 73,00     | X         | 73,04     | 73,04      |      |
| 18        | A      | Miloslav Konopka         | Slovacchia  | X         | 72,91     | X         | 72,91      |      |
| 19        | B      | Ali Al-Zinkawi           | Kuwait      | X         | X         | 72,28     | 72,28      |      |
| 20        | B      | James Parker             | Stati Uniti | 71,95     | X         | 70,94     | 71,95      |      |
| 21        | B      | Mohsen El Anany          | Egitto      | 71,78     | X         | 68,95     | 71,78      |      |
| 22        | B      | Roman Rozna              | Moldavia    | 71,52     | 69,30     | 70,45     | 71,52      |      |
| 23        | A      | Ihor Tuhay               | Ucraina     | 70,66     | X         | 70,85     | 70,85      |      |
| 24        | B      | Nicola Vizzoni           | Italia      | X         | 70,77     | X         | 70,77      |      |
| 25        | B      | Andrei Varantsou         | Bielorussia | X         | 69,71     | X         | 69,71      |      |
| 26        | B      | Patric Suter             | Svizzera    | 65,65     | 68,54     | X         | 68,54      |      |
| 27        | A      | Juan Ignacio Cerra       | Argentina   | 67,72     | 68,44     | 67,50     | 68,44      |      |
| 28        | A      | Dorian Collaku           | Albania     | 58,83     | —         | —         | 58,83      |      |
| —         | A      | Sergey Kirmasov          | Russia      | X         | X         | X         | nm         |      |

## Finale
| Posizione | Nome                   | Nazione     | Tentativi | Tentativi | Tentativi | Tentativi | Tentativi | Tentativi | Misura (m) | Note                                     |
| Posizione | Nome                   | Nazione     | 1         | 2         | 3         | 4         | 5         | 6         | Misura (m) | Note                                     |
| --------- | ---------------------- | ----------- | --------- | --------- | --------- | --------- | --------- | --------- | ---------- | ---------------------------------------- |
| 1         | Vadim Devyatovskiy     | Bielorussia | 78,11     | 80,45     | 82,60     | X         | 80,47     | 82,19     | 82,60      |                                          |
| 2         | Szymon Ziółkowski      | Polonia     | 78,27     | 76,44     | 79,35     | 77,35     | 78,39     | X         | 79,35      | Miglior prestazione personale stagionale |
| 3         | Markus Esser           | Germania    | 78,57     | 79,11     | 76,88     | 79,16     | 77,11     | X         | 79,16      |                                          |
| 4         | Olli-Pekka Karjalainen | Finlandia   | 77,05     | X         | 78,55     | 77,20     | X         | 78,77     | 78,77      |                                          |
| 5         | Ilya Konovalov         | Russia      | 78,59     | 76,21     | 76,60     | 78,08     | 78,44     | 75,36     | 78,59      |                                          |
| 6         | Krisztián Pars         | Ungheria    | 76,21     | X         | 77,26     | 78,03     | 76,85     | X         | 78,03      |                                          |
| 7         | Vadim Khersontsev      | Russia      | 76,16     | 77,59     | 73,63     | 76,81     | X         | 72,24     | 77,59      |                                          |
| 8         | Libor Charfreitag      | Slovacchia  | 76,05     | 75,02     | X         |           |           |           | 76,05      |                                          |
| 9         | Andriy Skvaruk         | Ucraina     | 74,81     | 72,69     | 76,01     |           |           |           | 76,01      |                                          |
| 10        | Holger Klose           | Germania    | 74,41     | X         | 74,80     |           |           |           | 74,80      |                                          |
| —         | Ivan Tsikhan           | Bielorussia | X         | X         | 80,97     | 83,89     | X         | 81,52     | 83,89      | CR dq                                    |
| —         | Vladyslav Piskunov     | Ucraina     | 74,78     | 73,44     | 74,32     |           |           |           | 74,78      | dq                                       |